# Куриный налог
Куриный налог (англ. chicken tax) — это 25 % таможенная пошлина на картофельный крахмал, декстрин, бренди и легкие грузовые автомобили, наложенный в 1963 году Соединёнными Штатами при президенте Линдоне Джонсоне в ответ на пошлины, наложенные Францией и Западной Германией на импортируемое из США мясо курицы. В период между 1961 и 1964 годами существовала напряжённость вокруг этого вопроса, которая проходила в разгар политики холодной войны, известная как «Куриная война» (англ. Chicken War).
В конце концов, пошлины на картофельный крахмал, декстрин и бренди были сняты, но в течение следующих 48 лет оставалась пошлина на лёгкие грузовики, с целью защиты внутренних американских автопроизводителей от иностранной конкуренции (например, Япония и Таиланд). Хотя по-прежнему вызывает озабоченность вопрос о его отмене, исследование, проведённое в 2003 году Институтом Катона назвало пошлину «политикой в поисках обоснования».
Как непреднамеренное последствие, несколько импортёров автомобилей обошли налог через лазейку, в том числе и Ford (для защиты которой в том числе, якобы был разработан налог), которая импортирует лёгкие коммерческие автомобили Transit Connect в качестве пассажирских автомобилей в США из Турции и сразу же меняет их интерьер, убирая установленные задние сиденья, на складах за пределами Балтимора.

## Предпосылки
Во многом благодаря тому, что после Второй мировой войны происходило интенсивное птицеводство и сопутствующее снижение цен, курица на международном уровне стала ассоциироваться с роскошью, но в США она становится основным продуктом питания.. До начала 1960-х годов курица и другие продукты оставались непомерно дорогими в Европе, оставаясь деликатесом. С импортом недорогих куриных окорочков из США цены на курятину быстро и резко упали по всей Европе, коренным образом повлияв на потребление европейской курицы. В 1961 году потребление курятины в Западной Германии на душу населения выросло на 23 %. Американская курица обогнала почти половину импортируемой на европейский рынок курятины.
Впоследствии голландцы обвинили США в демпинге кур по ценам ниже себестоимости производства. Правительство Франции запретило американскую курицу, высказав опасения, что гормоны могут повлиять на мужскую потенцию. Ассоциация фермеров Германии обвинила США в искусственном откорме кур с мышьяком.
С приближением кризиса в торговых отношениях между США и ЕЭС Европа двинулась вперёд с налогами с намерениями помочь послевоенному европейскому сельскому хозяйству. Европейские рынки начали регулирование цен на курицу. Франция первой установила повышенную пошлину, чтобы убедить Западную Германию присоединиться, при этом французы надеялись завоевать большую долю рынка Германии за исключением американской курицы. Таким образом, Европа приняла единую сельскохозяйственную политику.
Начиная с 1962 года, США обвинили ЕЭС в незаслуженном ограничении импорта американского мяса птицы. К августу 1962 года американские экспортёры уже потеряли 25 % своих продаж европейской курицы. Потери в птицеводческой промышленности США оцениваются в 26-28 млн долларов (более $210 млн в долларах США на 2014 год).
Сенатор Джеймс Фулбрайт, председатель комитета Сената США по международным отношениям, прервал дебаты НАТО по ядерному вооружению в знак протеста против торговых санкций на американскую курятину, угрожая сокращением войск США в НАТО. Конрад Аденауэр, канцлер Германии, позже сообщил, что он и президент Джон Кеннеди долго переписывались в течение двух лет о Берлине, Лаосе, операции в заливе Свиней, «и я думаю, что около половины из этого было о курице».

## Дипломатический провал и UAW
Дипломатия провалилась, и спустя 18 месяцев, 4 декабря 1963 года, президент Джонсон ввёл налог в размере 25 процентов (почти в 10 раз превышает среднюю пошлину в США) распоряжением (Прокламация 3564) на картофельный крахмал, декстрин, бренди и лёгкие грузовые автомобили, которое вступало в силу с 7 января 1964 года
С прокламацией Джонсона США сослалось на своё право в рамках Генерального соглашения по тарифам и торговле (ГАТТ), в согласно которому существует возможность повышать налог на одинаковую величину потерь от других дискриминационных налогов. Официально целевые налоговые пункты импортируемых из Европы продуктов приблизили стоимость от потерь американских продаж курятины в Европу.
В ретроспективе аудиокассеты Белого дома президентства Джонсона показали, что quid pro quo не связана с курицей. В январе 1964 года президент Джонсон попытался убедить президента United Automobile Workers Вальтера Рейтера не начинать забастовку перед выборами 1964 года и поддержать платформу гражданских прав президента. Рейтер в свою очередь, хотел снизить поставки Volkswagen в Соединённые Штаты.
Куриный налог непосредственно перекрыл импорт немецких фургонов Volkswagen, которые квалифицировались как лёгкие грузовые автомобили, то есть автофургоны и пикапы.
В 1964 году американский импорт «грузовых автомобилей» из Западной Германии снизился до значения в $5,7 млн, примерно на одну треть от стоимости импорта в предыдущем году. Вскоре после этого грузовые фургоны и пикапы Volkswagen, следуя намеченной цели, «практически исчезли с рынка США».
VW Type 2s был не единственной пострадавшей моделью: японские автопроизводители Toyota (с автомобилями Publica, Crown и Corona), Nissan (Sunny B120), Isuzu (Wasp) и Mazda (Familia в первом поколении) продавали свои автомобили купе по всему миру, за исключением Северной Америки и стран Карибского бассейна.

## Последствия
Пошлина напрямую влияла на страны (например, Япония), которые стремились экспортировать лёгкие грузовые автомобили в США. За прошедшие годы Детройт лоббировал защиту пошлин на лёгкие грузовики, снижая тем самым давление на появляющиеся автомобили с меньшим выбросом и повышенной экономией топлива.
По состоянию на ноябрь 2010 года пошлина 1963 года в размере 25 % по-прежнему влияет на импорт лёгких грузовиков. Роберт Лоренс, профессор международной торговли и инвестиций в Гарвардском университете, утверждает, что куриный налог делает калекой автомобильную промышленность США и изолирует её от реальной конкуренции среди лёгких грузовиков в течение 40 лет.

### Обход налога
Японские производители первоначально обнаружили, что они могли бы экспортировать конфигурацию «кабина-шасси» (которая включает весь лёгкий грузовик, с малыми бортами) с пошлиной в 4 %. Борта грузовиков впоследствии крепились к шасси уже в США и автомобили продавались как лёгкие грузовые. Примерами служат Chevrolet LUV и Ford Courier. Эта лазейка была закрыта в 1980 году Для Subaru BRAT 1978—1987 годов, были установлены два обращённые назад сиденья (с ремнями безопасности и ковровым покрытием) в задней части, чтобы классифицировать автомобиль в качестве пассажирского, а не лёгкого грузового.
Таможенная служба США изменила классификацию транспортных средств в 1989 году, автоматически сместив двухдверные внедорожники к статусу лёгких грузовых автомобилей. Toyota, Nissan, Suzuki (через совместное предприятие с GM) и Honda в конце концов построили сборочные заводы в США и Канаде в ответ на налог.
С 2001 по 2006 годы грузовые фургоны Mercedes и Dodge Sprinter производились в виде сборочного набора в Дюссельдорфе и отправлялись на завод в Гафни, Южная Каролина, для окончательной сборки с долей из местных деталей, дополняющих импортированные компоненты. Грузовые версии облагались бы налогом, если бы ввозились в качестве полностью собранных единиц, но полная сборка осуществлялась в США.
Форд импортировал всё первого поколения модели Transit Connect как легковые автомобили, оснащённые задними стёклами, задними сидениями с ремнями безопасности. Автомобили экспортируются из Турции на грузовых судах, находящихся в собственности Wallenius Wilhelmsen Logistics (WWL), прибывающих в Балтимор, где преобразуются обратно в лёгкие грузовики путём замены задних окон металлическими панелями и снятием задних сидений и ремней безопасности. Эти элементы не отправляются обратно в Турцию для повторного использования, а перерабатываются в Огайо. Процесс использует лазейки в таможенном определении лёгких грузовиков: для них не нужны сиденья с ремнями безопасности или задние окна, наличие этих элементов автоматически квалифицирует автомобиль в качестве пассажирского транспортного средства и освобождает от статуса лёгкого грузового.
В 2009 году Mahindra & Mahindra Limited объявила о своём намерении экспортировать пикапы из Индии по технологии CKD, опять же с целью обхода куриного налога. Экспортные планы позже были отменены.
Лёгкие грузовые автомобили, произведённые в Мексике и Канаде, такие как серии грузовых автомобилей Ram, произведённых в мексиканском городе Сальтильо, не облагаются куриным налогом в рамках Североамериканской зоны свободной торговли.